# Первая лига Латвии по футболу 2007
Чемпиона́т Пе́рвой ли́ги Ла́твии по футбо́лу 2007 го́да (латыш. 2007. gada Latvijas Pirmās līgas čempionāts futbolā), также Traffic Первая лига 2007 (латыш. Traffic Pirmā līga 2007) — 16-й сезон Первой лиги Латвии по футболу, который проходил с 28 апреля по 3 ноября 2007 года. Этот сезон стал первым в истории Первой лиги Латвии, который спонсировала компания «Traffic».

## Турнирная таблица
| М  | Команда                      | И  | В  | Н | П  | Мячи     | ±    | О  | Примечания            |
| -- | ---------------------------- | -- | -- | - | -- | -------- | ---- | -- | --------------------- |
| 1  | Виндава (Вентспилс)          | 30 | 26 | 2 | 2  | 116 − 11 | +105 | 80 | Переход в Высшую лигу |
| 2  | Блазма (Резекне)             | 30 | 25 | 4 | 1  | 111 − 11 | +100 | 79 | Переход в Высшую лигу |
| 3  | Ауда (Кекава)                | 30 | 20 | 5 | 5  | 104 − 31 | +73  | 65 |                       |
| 4  | МЕТТА/ЛУ (Рига)              | 30 | 18 | 7 | 5  | 67 − 23  | +44  | 61 |                       |
| 5  | Елгава                       | 30 | 16 | 6 | 8  | 70 − 43  | +27  | 54 |                       |
| 6  | Яуниба/Parex (Рига)          | 30 | 16 | 3 | 11 | 71 − 51  | +20  | 51 |                       |
| 7  | Каугури/ПБЛЦ (Юрмала)        | 30 | 14 | 4 | 12 | 67 − 55  | +12  | 46 |                       |
| 8  | РФШ/Фламинко (Рига)          | 30 | 14 | 2 | 14 | 60 − 62  | −2   | 44 |                       |
| 9  | Зибенс/Земессардзе (Илуксте) | 30 | 13 | 3 | 14 | 79 − 68  | +11  | 42 |                       |
| 10 | Валмиера                     | 30 | 12 | 4 | 14 | 63 − 59  | +4   | 40 |                       |
| 11 | Даугава 90 (Рига)            | 30 | 11 | 6 | 13 | 51 − 72  | −21  | 39 |                       |
| 12 | Тукумс 2000/ТСШ (Тукумс)     | 30 | 11 | 3 | 16 | 61 − 75  | −14  | 36 |                       |
| 13 | Мультибанк (Рига)            | 30 | 6  | 1 | 23 | 40 − 99  | −59  | 19 |                       |
| 14 | Транзит (Вентспилс)          | 30 | 4  | 4 | 22 | 29 − 103 | −74  | 16 |                       |
| 15 | Абулс (Смилтене)             | 30 | 3  | 2 | 25 | 22 − 163 | −141 | 11 |                       |
| 16 | Илуксте/ДЮСШ (Илуксте)*      | 30 | 2  | 2 | 26 | 8 − 93   | −85  | 8  |                       |

И — игры, В — выигрыши, Н — ничьи, П — проигрыши, Мячи — забитые и пропущенные голы, ± — разница голов, О — очки

* Клуб «Илуксте/ДЮСШ» отказался от дальнейшего участия в турнире.

## Лучшие бомбардиры
| # | Футболист          | Команда         | Голы |
| - | ------------------ | --------------- | ---- |
| 1 | Александр Чекулаев | Ауда            | 49   |
| 2 | Александр Лищук    | Виндава         | 32   |
| 3 | Гунтар Силагайлис  | Блазма          | 30   |
| 4 | Илья Щаницын       | Яуниба/Parex    | 25   |
| 5 | Марек Кере         | Тукумс 2000/ТСШ | 24   |

- После 16 сыгранных игр (+2; =2; −12; 8‒51) команда «Илуксте/ДЮСШ» снялась с турнира, в оставшихся 14 матчах клубу были засчитаны технические поражения (0:3)[1]. Главный тренер команды Владимир Винокуров заявил, что команда снимается с турнира в знак протеста против судейского произвола. В качестве примера приведя последнюю игру с «РФШ/Фламинко» (1:6), по итогам которой клубу в качестве штрафов была назначена сумма в 525 латов: один игрок был дисквалифицирован на 5 матчей со штрафом 200 латов, двое других — на один матч со штрафом 25 латов и без, на самого Владимира Винокурова была наложена дисквалификация на 2 матча со штрафом 200 латов, а на команду был наложен штраф 100 латов[2][3].
- Команде «Зибенс/Земессардзе» засчитано техническое поражение (0:3) за неявку на игру 24-го тура «МЕТТА/ЛУ» — «Зибенс/Земессардзе» (16 сентября)[4].
- В связи с расширением Высшей лиги[5], переходные игры за право в 2008 году играть в Высшей лиге не состоялись.
- Сразу по завершении сезона, на сайте Латвийской футбольной федерации было объявлено, что Александр Чекулаев, оформивший в последнем туре хет-трик, стал самым результативным игроком чемпионата с 51 мячом, забитым в ворота противника[6]. Однако, данная новость опиралась на информация с сайта «Ауды», где за 3 тура до конца чемпионата, из-за неверных подсчётов, было сообщено, что Александр Чекулаев с 48-ю забитыми голами поставил новый рекорд результативности Первой лиги Латвии[7], хотя, на тот момент он имел только 46 забитых голов на своём счету. Впоследствии, на сайте клуба «Ауда» появилась корректная информация о 49-ти забитых Александром Чекулаевым голах[8][9], которая соответствует официальной статистике[10].